# Orașul copiilor pierduți
La cité des enfants perdus  (Orașul copiilor pierduți) este un film științifico-fantastic francez, produs în anul 1995 sub regia lui Jean-Pierre Jeunet și a lui Marc Caro.

## Acțiune
Acțiunea filmului are loc într-o epocă nespecificată, într-o societate steampunk. Krank trăiește pe o insulă artificială, în largul mării, în dreptul unui oraș portuar. Este un bătrân, o ființă rezultată din experiențele unui om de știință dispărut. Este înconjurat de clone și de alte creaturi rezultate din diferite experimente nereușite. Deoarece Krank nu poate visa, el pune să fie răpiți copii din oraș pentru a le fura visele, dar găsește la aceștia numai coșmaruri. Miette este o fetiță descurcăreață, pusă să fure de două gemene siameze, tot atât de crude pe cât sunt de lacome. Ea se aliază cu One, un tânăr musculos de la un bâlci, pentru a-l regăsi pe Denrée, fratele mai mic al lui One, pe care îl răpise Krank.

## Distribuție
- Ron Perlman: One
- Daniel Emilfork: Bolnav
- Judith Vittet: Miette
- Dominique Pinon: Scafandru
- Jean-Claude Dreyfus: Marcello
- Geneviève Brunet & Odile Mallet: Octopus (frați siamezi)
- Mireille Mossé: Mademoiselle Bismuth
- Serge Merlin: Gabriel Marie
- Rufus: Peeler
- Ticky Holgado: Ex-Acrobat
- Joseph Lucien: Denrée
- François Hadji-Lazaro: Asasin
- Marc Caro: Fratele Ange-Joseph
- Jean-Louis Trintignant: Unchiul Irvin